# 打撃技
打撃技（だげきわざ、英: Strike）は、格闘技において自らの体の一部を相手の体にぶつけることによって相手にダメージを与える技のことである。また、打撃に特化した選手はストライカーと称される。

## 概要
自らの体の一部分を相手の体にぶつけることにより、そのときの衝撃で相手にダメージを与える。相手にかわされたとき、空振りとなるが、そのときに自爆により自らにダメージが来てしまうものもある。また、場合によっては相手にダメージを与えるだけでなく、ぶつけたときの衝撃で自らが負傷して死んでしまう場合もある。
打撃技は多くの格闘技、武道、武術において使用されており、打撃技の種類は多岐に渡る。
また、極め技、飛び技との複合技も多く、特にプロレスにおいては多くの派生技が考案されている。なお複合技は、場合によっては打撃であっても、飛び技や極め技など、複合しているもう片方の技の要素に分類されることがある（例：ミサイルキック = 打撃技+飛び技→飛び技に分類する場合あり）。

## 分類
相手に当てる部分により複数の種類に分類される。

### 殴打技
手・腕を使用して相手を殴打する打撃技。手技とも。前方へまっすぐ腕を突き出す「突き技」と振り回すようにして繰り出す「打ち技」に大別できる。パンチ、肘打ち、エルボー・バット、チョップなどがある。

### 蹴撃技
足で相手を蹴ることによって相手にダメージを与える打撃技。蹴り技、蹴り、足技などとも呼ばれ、俗にキックとも呼ばれる。膝蹴りなどもここに分類される。

### 当て技
上記の腕や足以外の体の部分をぶつける技。激突技とも。頭をぶつける頭突き（ヘッドバット）、尻をぶつけるヒップアタック、腹部をぶつけるボディ・スプラッシュや肩をぶつけるショルダータックル（ショルダーブロック）を含む体当たりなどがある。

### 浴びせ技
主に倒れている相手に対して、自分が立っている状態から自分が倒れこんで自らの体の一部を相手へ当てる。プロレスにおいては飛び技との複合技も多い。肘を当てるエルボー・ドロップ、膝を当てるニー・ドロップ、脚部を当てるレッグ・ドロップ、拳を当てるフィスト・ドロップ、臀部を当てるヒップ・ドロップ、腹部を当てるボディ・プレス、背面を当てるセントーンなどがある。セントーンやボディ・プレス系の技は圧殺技として別のものに分類にされたり、飛び技に分類されたりする。
また、オクラホマ・スタンピードのように投げ技と組み合わせたものも存在する。

### 打ち付け技
投げ技との複合技。相手を担ぎ上げて投げ捨て、自らの体の一部に打ち付ける、もしくは相手の体の一部を両手で掴み、自らの方へ引き寄せて自分の体の一部をぶつける技。プロレス以外の格闘技ではあまり見ないが、総合格闘技では稀に使用者がいる。ニー・クラッシャー、ショルダー・バスター、チン・クラッシャー、ストマック・ブロックなど。